# Justine Smethurst
Justine Smethurst, född den 14 januari 1987 i Melbourne, är en australisk softbollspelare.
Hon tog OS-brons vid de olympiska softboll-turneringarna vid olympiska sommarspelen 2008 i Peking.